# Régiments français de dragons
Les armées françaises comptèrent des régiments de dragons depuis l'époque de l'Ancien Régime jusqu'à l'époque contemporaine.
Chez les dragons, les grades sont ceux spécifiques à la cavalerie, à savoir, pour les sous-officiers,  brigadier et maréchal des logis et pour les officiers, chef d'escadrons.

## Histoire générale du corps des dragons en France

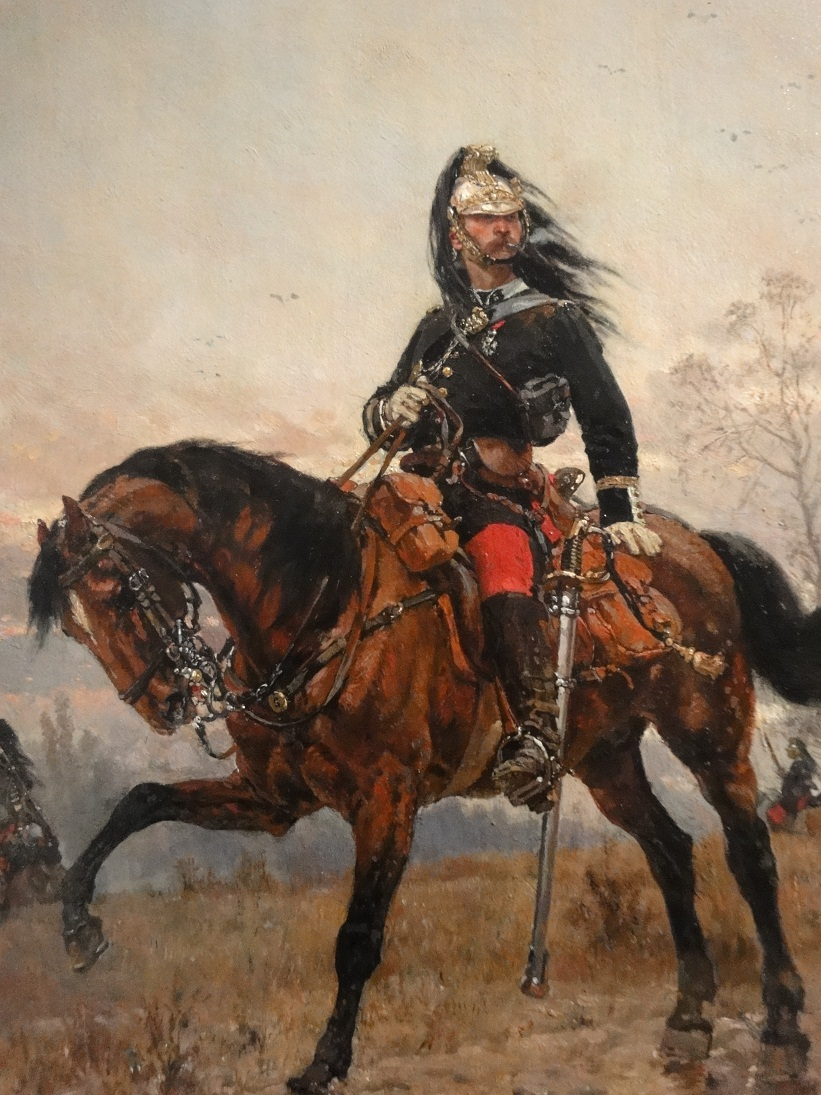
Capitaine des dragons en 1878 d'après Alphonse de Neuville.

La France crée de nombreux régiments de dragons tout au long de son histoire ; les dragons formant à l'origine des unités « hybrides » d'infanterie et de cavalerie. La première formation de ce corps a été levée en 1541.
Pendant les guerres napoléoniennes, de 1804 à 1815, les régiments de dragons servent essentiellement en Espagne. Des régiments de dragons seront encore alignés par la suite au sein des armées françaises qui servirent sous les divers régimes qui marquèrent l'histoire de France tout au long du XIXe siècle.
L'armée française conserve encore des unités de dragons pendant les deux guerres mondiales. Avec la mécanisation des armées européennes dans l'entre-deux-guerres, ces derniers combattent aussi bien à cheval qu'à bord d'engins motorisés, la mécanisation du corps donnant notamment naissance aux Régiments de dragons portés (RDP) qui s'illustreront pendant les campagnes de mai-juin 1940 (invasion du Luxembourg, invasion de la Belgique, bataille de France). La Seconde Guerre mondiale verra finalement la disparition complète des unités montées de tous les corps (hussards, cuirassiers, etc.) de la cavalerie française intégrée à l'Arme blindée et cavalerie.
Dans la deuxième moitié du XXe siècle, des régiments de dragons prendront part à la guerre d'Algérie et à la guerre du Golfe et seront déployés au sein des forces françaises en Allemagne.
Dans l'armée française, le blanc - dit « ventre de biche » - est la couleur de tradition du corps.

## Ancien Régime

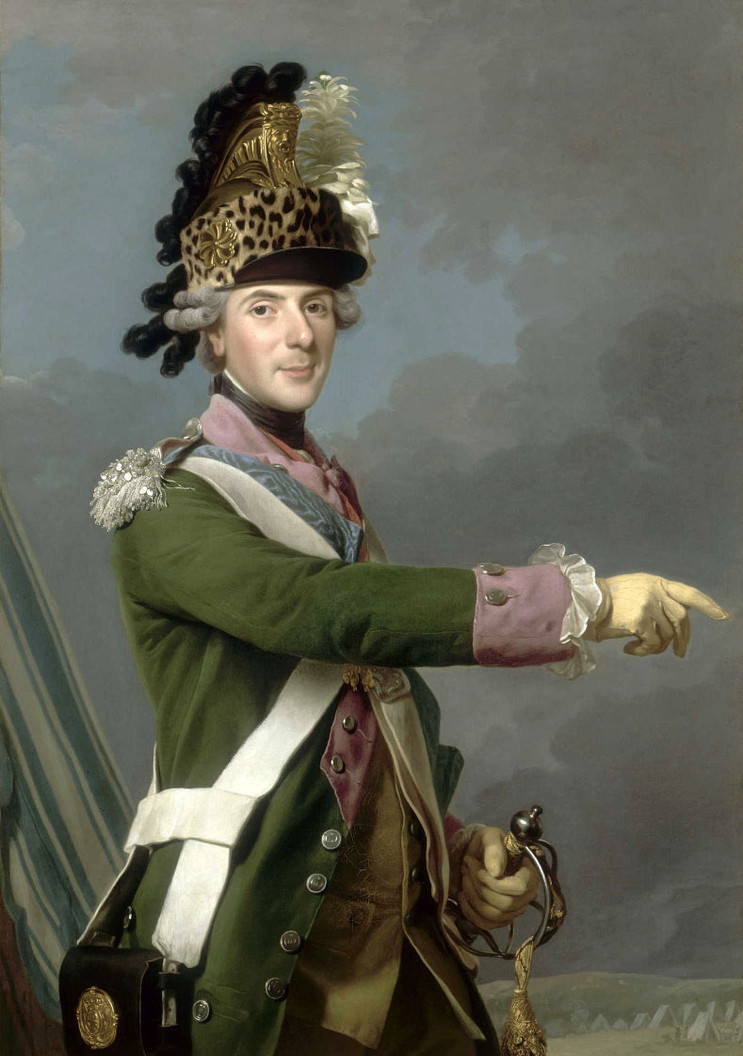
Louis, Dauphin de France en uniforme de colonel général des dragons. Seconde moitié du XVIIIe siècle.

### Origines et organisation générale des unités
À l'origine, les dragons ne servaient pas en unités propres mais en qualité d'éléments organiques de milices ou légions de volontaires mêlant infanterie et cavalerie et levées à l'initiative privée de leurs colonels-propriétaires, à l'instar de la légion des Volontaires de Saxe dont émanera le régiment de Schomberg dragons.
En 1678, Michel Le Tellier, marquis de Louvois, ministre de la Guerre, porte à quatorze le nombre des régiments de dragons avec un effectif de plus de dix mille hommes.
Pendant la guerre de la Ligue d'Augsbourg, l'effectif des dragons est massivement augmenté, atteignant 43 régiments dont la plupart ne subsisteront pas. Une ordonnance du 1er décembre 1689 établit que quand des unités de dragons et de cavalerie marcheront ensemble, les dragons occuperont le côté gauche, le moins prestigieux. Une autre ordonnance du 30 juillet 1695 spécifie que les officiers d'infanterie auront autorité sur ceux de dragons et de cavalerie dans les places fermées, et ceux de cavalerie sur les dragons et l'infanterie en rase campagne.

### Campagnes et batailles
Sous Louis XIV, les dragons sont envoyés dans les Cévennes et en Normandie afin de contraindre les protestants à se convertir « pacifiquement » (les dragons étaient logés chez l'habitant), d'où le nom de dragonnades.

### Uniformes et équipement
Une ordonnance royale du 21 décembre 1762 redéfinit l'uniforme des dragons pour lui donner l'allure qu'ils présenteront jusqu'à l'époque du Second Empire : le corps troque l’habit rouge pour l’habit vert et adopte, en lieu et place du pokalem et des bonnets, un casque semblable à celui des « dragons volontaires de Schomberg », une manière de casque « à l'antique »  constitué d'une bombe en cuivre surmontée d'un cimier agrémenté d'une crinière, ornée d'un bandeau en fourrure mais dépourvue de visière et de couvre-nuque, qui prendra d'ailleurs le nom de « casque à la Schomberg » dit aussi casque « à la romaine ». Jusqu'à la fin des années 1780, les régiments de dragons seront les seules unités « régulières » de l'armée française dotées du casque, les premiers régiments « cuirassés » portant encore le tricorne.

## Révolution française et Consulat

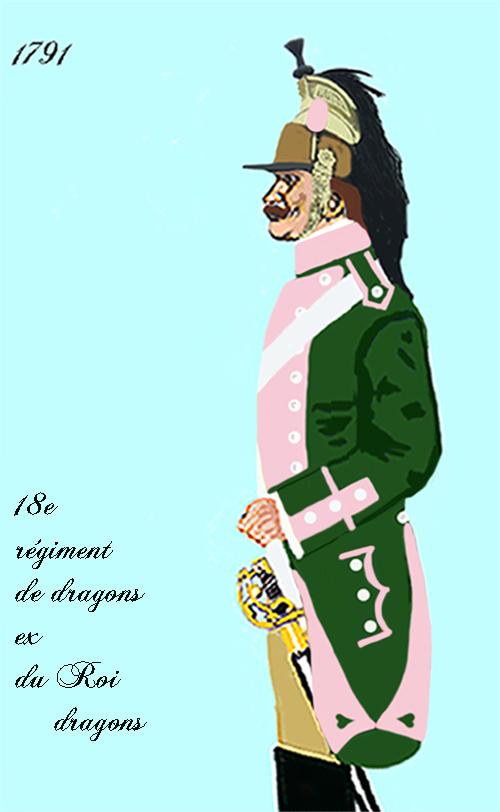
Uniforme du de dragons, ex Dragons du Roi en 1791.

La Réforme militaire de 1791 supprime les « appellations » des régiments et leur attribue un n°, les régiments prenant rang en fonction de leur ancienneté:
- Le régiment de Royal-Dragons devient le 1er régiment de dragons.
- Condé-Dragons: 2e régiment de dragons.
- Bourbon-Dragons: 3e régiment de dragons.
- Conti-Dragons: 4e régiment de dragons
- Colonel général-Dragons: 5e régiment de dragons
- La Reine-Dragons: 6e régiment de dragons.
- Dauphin-Dragons: 7e régiment de dragons.
- Penthièvre-Dragons: 8e régiment de dragons.
- Bauffremont-Dragons: 9e régiment de dragons.
- Mestre de Camp Général-Dragons: 10e régiment de dragons
- Angoulême-Dragons: 11e régiment de dragons
- Artois-Dragons: 12e régiment de dragons
- Dragons de Monsieur: 13e régiment de dragons
- Chartres-Dragons: 14e régiment de dragons
- Dragons de Noailles: 15e régiment de dragons.
- Orléans-Dragons: 16e régiment de dragons.
- Dragons du Roi: 18e régiment de dragons.

## Premier Empire
Sous le Premier Empire, les dragons de la ligne comptent jusqu'à 31 régiments, qui servent essentiellement en Espagne. Napoléon crée également un régiment de dragons intégré à la Garde impériale : il s'agit des dragons de l'Impératrice.

### Garde impériale

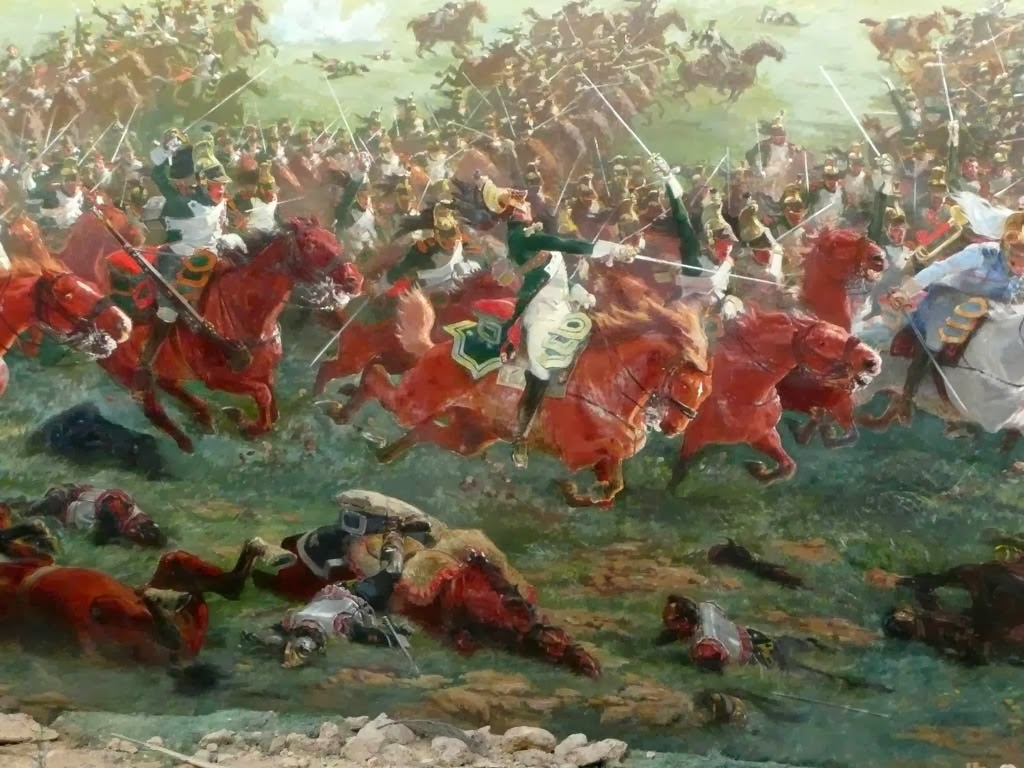
Charge des dragons de la Garde impériale sur le Mont-Saint-Jean à Waterloo. Louis-Jules Dumoulin, détail du Panorama de Waterloo, 1912.

Satisfait du comportement des dragons de la ligne pendant la campagne de 1805, Napoléon ordonne la création d'un régiment de l'arme dans la Garde impériale en avril 1806. Cette nouvelle unité est présentée à l'impératrice Joséphine, qui accepte d'en être la marraine : les dragons de la Garde y gagnent leur surnom de « dragons de l'Impératrice ».
L'uniforme se distingue par la présence d'un casque « à la Minerve » à crinière noire, et d'un habit en drap vert à revers blancs.
Les dragons de la Garde assistent à la bataille de Friedland en 1807, avant d'être envoyés l'année suivante en Espagne où ils chargent à Medina de Rioseco. Le régiment fait ensuite les campagnes de 1809 à 1814, se fait remarquer à la bataille de Leipzig en 1813 et surtout à celle de Montmirail, en enfonçant plusieurs carrés d'infanterie russes. Sous la Première Restauration, il prend le nom de « Corps royal des dragons de France », puis reprend son ancienne dénomination lors des Cent-Jours. La bataille de Waterloo et les charges sur le plateau de Mont-Saint-Jean coûtent cher aux dragons, qui laissent sur le terrain 25 officiers et 300 soldats. La dissolution définitive des « dragons de l'Impératrice » intervient le 16 décembre 1815.

## Restauration et monarchie de Juillet
Sous la Première Restauration, le régiment des dragons de la Garde impériale prend le nom de « Corps royal des dragons de France ». Réintégré dans la Garde impériale pendant les Cent-Jours et lourdement diminué à l'issue de la campagne de Belgique de 1815, il disparaît en décembre de la même année.
Sous la Seconde Restauration, la Garde royale compte malgré tout un régiment de dragons dans ses rangs, sans « filiation traditionnelle » cependant avec le précédent.

## Second Empire

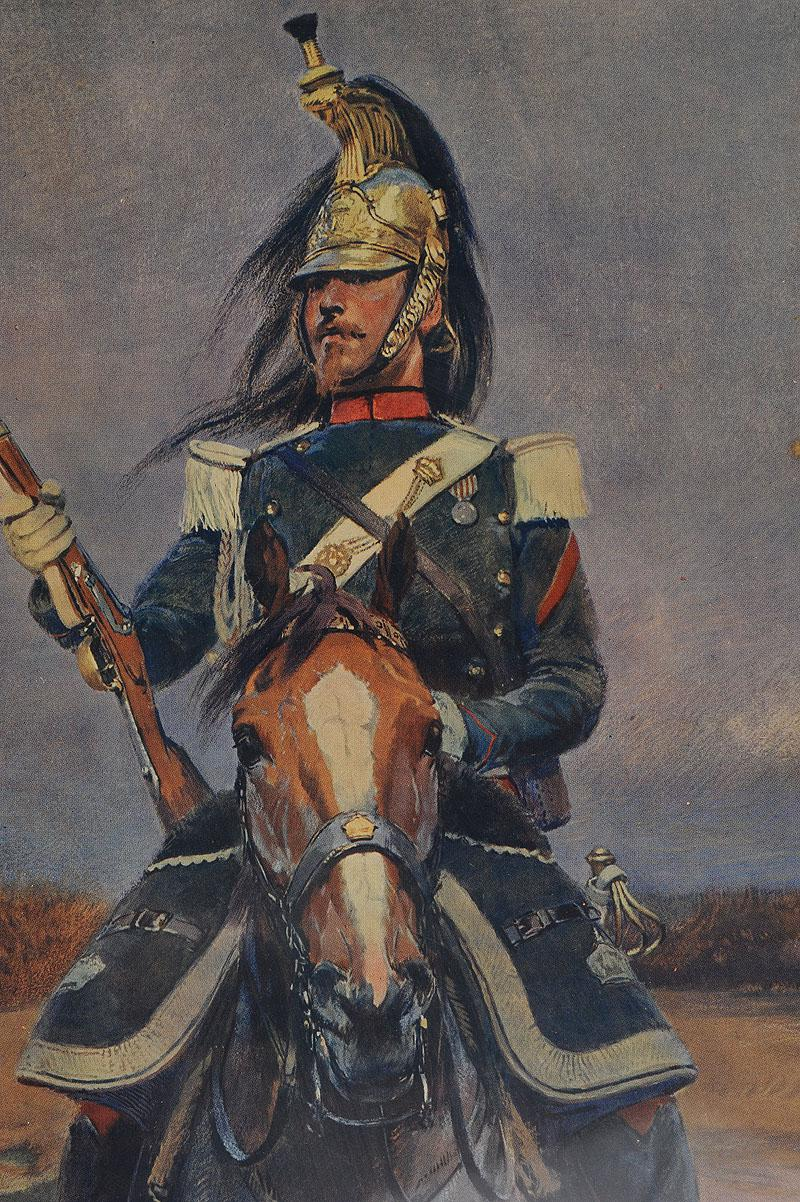
Dragon de la Garde impériale sous le Second Empire, d'après Édouard Detaille.

### Garde impériale
En décembre 1855, la Garde impériale se verra adjoindre un régiment de dragons dit « Dragons de l'Impératrice ».

### Dragons de la ligne

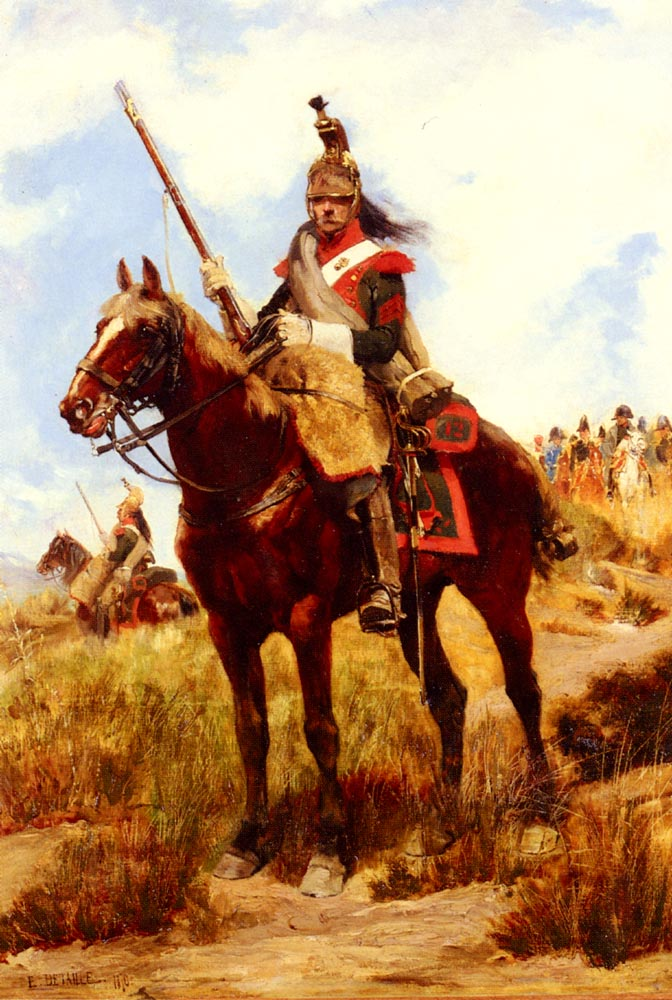
Dragon de la ligne au temps des guerres napoléoniennes, d'après Édouard Detaille.

Douze régiments de dragons composent la cavalerie de ligne pendant le Second Empire.

## De 1870 à nos jours
En 1913, le 13e régiment de cuirassiers devient le 32e régiment de dragons, dernier-né du corps à la veille de la Première Guerre mondiale.

### Première Guerre mondiale

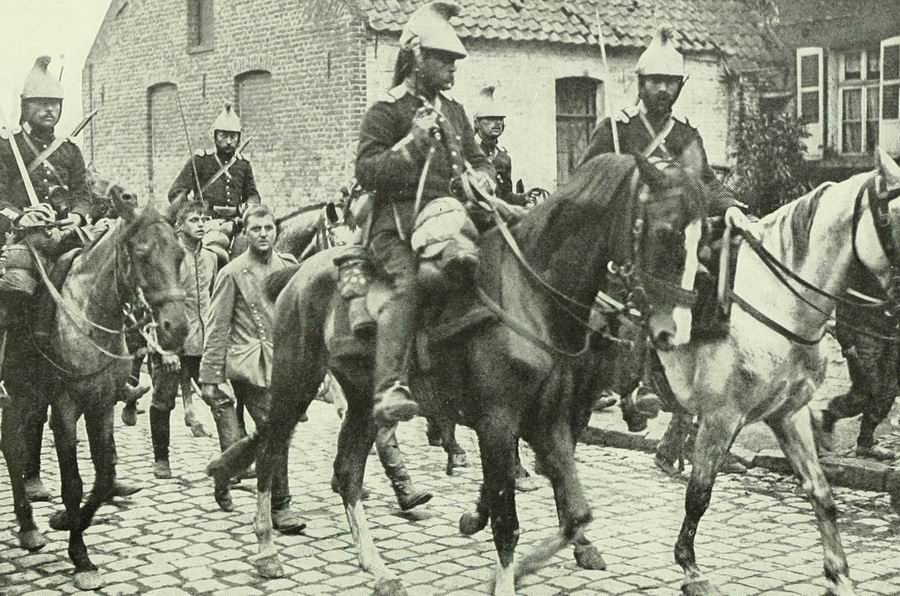
Dragons français ramenant des prisonniers allemands en août 1914.

Ce ne sont pas moins de dix régiments de dragons qui seront alignés au sein du Corps de cavalerie Sordet en août 1914.

### Entre-deux-guerres
En 1918, les régiments de dragons sont au nombre de 32. En 1929, ils ne sont plus que 16. À l'entrée en guerre, 7 régiments de dragons rejoignent les Divisions Légères Mécaniques (DLM), 9 intègrent les Divisions Légères de Cavalerie (DLC) tandis que 4 régiments sont découpés pour former des Groupes de Reconnaissance de Corps d'Armée (GRCA) ou des Groupes de Reconnaissance de Division d'Infanterie (GRDI).

### Après-guerre et guerre froide (1945-1990)

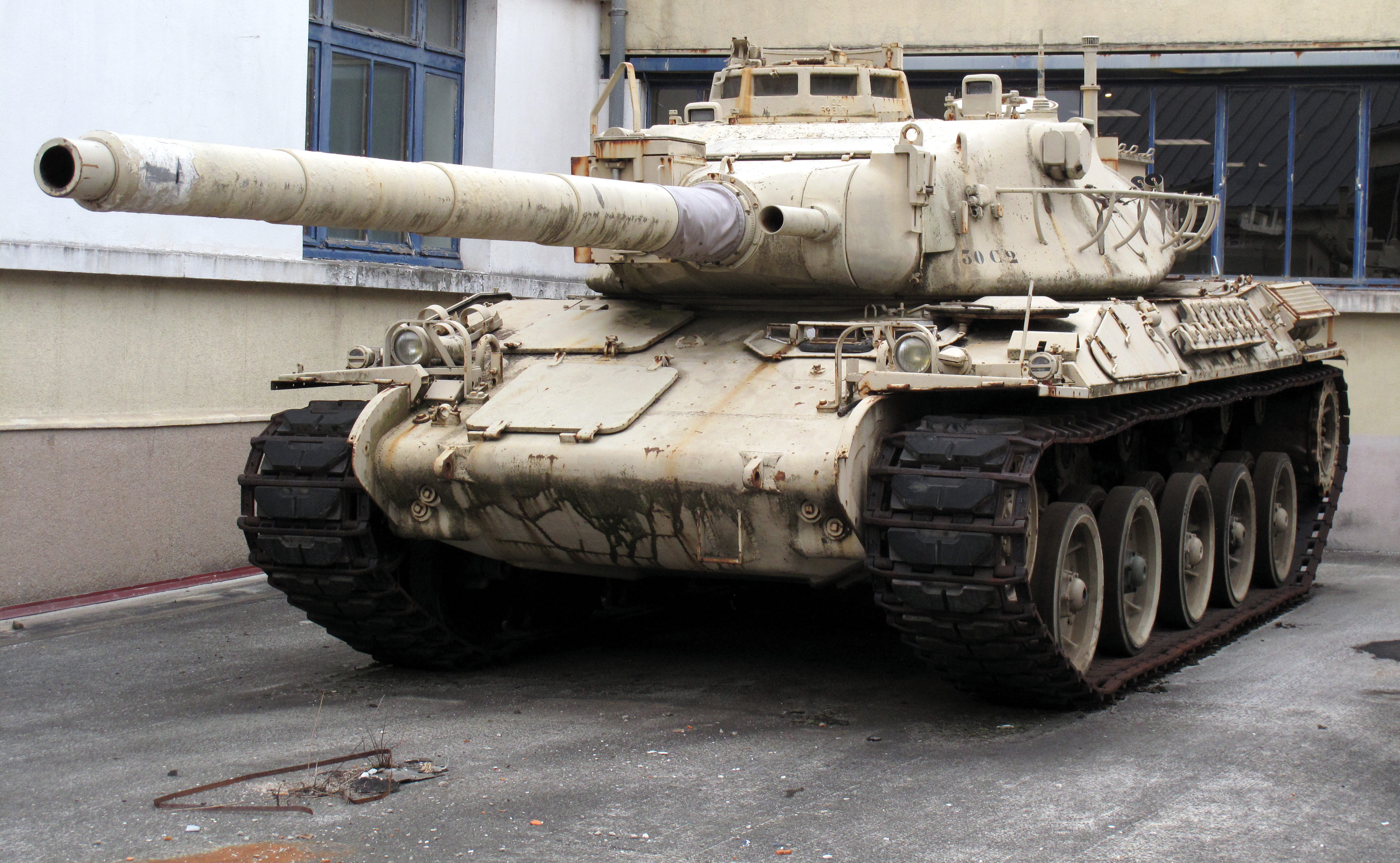
Le char AMX-30 « monture », dans ses différentes versions, des régiments blindés de dragons à l'époque de la Guerre froide et jusqu'à la Guerre du Golfe (1990-1991).

### Période contemporaine (1990-)
Au tout début des années 1990, le 4e régiment de dragons, avec 3 escadrons de chars AMX-30B2 déployés dans le cadre de la division Daguet, prend part à la guerre du Golfe.
Le 1er juillet 2005, le 2e régiment de dragons fusionne avec le « groupe de défense DNRBC » pour devenir le 2e régiment de dragons – nucléaire, biologique et chimique, spécialisé dans la guerre nucléaire, bactériologique et chimique.

### Ancien Régime
- Liliane Funcken et Fred Funcken, L'uniforme et les armes des soldats de la guerre en dentelle, t. 2, Paris, Casterman, 1976, 154 p. (ISBN 2-203-14316-9).
- Louis Susane, Histoire de la cavalerie française, t. 2, ch. 5 "Régiments de dragons", p. 271 sq.

### Premier Empire
- Alain Pigeard, La Garde impériale : 1804-1815, Tallandier, 2005, 637 p. (ISBN 978-2-84734-177-5).
- (en) Ronald Pawly (ill. Patrice Courcelle), Napoleon’s Dragoons of the Imperial Guard, Osprey Publishing, coll. « Men-At-Arms » (no 480), 2012, 48 p. (ISBN 978-1-84908-806-0, lire en ligne).
- (en) Emir Bukhari (ill. Angus McBride), Napoleon's Dragoons and Lancers, Osprey Publishing, coll. « Men-At-Arms » (no 55), 1976, 50 p. (ISBN 978-0-85045-088-0, lire en ligne).

### Guerres mondiales
- Historique du 25erégiment de dragons pendant la guerre de 1914-1918, Imprimerie Berger-Levrault (lire en ligne)
- Daniel Deschenes, 1914-1918 Avec UnTel au Royal Dragons du premier au dernier galop de la 9e Division de Cavalerie : de l'Atlantique au Rhin, J. Borel, 1969, 260 p..